# Jim Carrey
James Eugene „Jim” Carrey (Newmarket, Ontario, 1962. január 17. –) kétszeres Golden Globe-díjas kanadai humorista, színész. A „Gumiarcúnak” is nevezett színész legismertebb jeleneteit Ace Ventura szerepében láthatjuk. Emellett jó néhány drámai szerepben is kiválóan megállta a helyét.

## Életrajz

### Fiatalkora
Carrey 1962. január 17-én született a kanadai Ontario állambeli Newmarket városban. Percy és Kathleen Carrey gyermekeként, három idősebb testvére, John, Patricia és Rita. Családja katolikus vallású, távoli francia-kanadai gyökerekkel (a család eredeti vezetékneve Carré). A fiatal humoristapalánta, Carrey elküldte életrajzát a Carol Burnett Show-ba, amikor még mindössze 10 éves volt. A tanárai a középiskolában mindig hagytak neki pár percet minden tanítási nap végén, hogy úgynevezett "stand-up comedy" jellegű előadást tarthasson a társainak. Gyakorlatilag ő volt az osztály tréfamestere.
Szülei nehéz időkön estek át, miközben ő 13 éves volt. Az apja elvesztette munkahelyét, ezért Toronto egyik olcsóbb negyedébe, Scarborough-ba költöztek, ahol biztonsági őrként, illetve portásként munkát kapott a Titan Wheels cégnél. A Carrey család ekkor egy régi, történelmi épületben lakott. James a Blessed Trinity Catholic iskolába járt két évig, North Yorkba, majd az Agincourt Collegiate Institute-ba, ami Scarborough legrégebbi középiskolája. A család ekkoriban olyan rossz pénzügyi helyzetben volt, hogy kénytelenek voltak a Volkswagen furgonjukban vagy esetleg a rokonok udvarán sátorban álomra hajtani a fejüket. Jim, hogy segítsen szüleinek, iskolai tanítások után állást vállalt. Ezek a hosszú kimerítő munkák nem sok időt hagytak neki a tanulásra és ezt a jegyei is megsínylették, ennek ellenére mindent összevetve nem volt rossz tanuló. Egyszer írt magának egy 10 millió dolláros csekket, és arról álmodozott, hogy egykor ez valóság lesz. Nagy kiugrása A kábelbarát (The Cable Guy) című filmjének köszönhető, de ennek bemutatóját követően pár évvel édesapja elhunyt. Ekkor a nagy értékű csekket apja temetési ruhájának zsebébe tette.

### Humorista pályafutása
Családja rossz pénzügyi helyzete miatt 16 éves kora körül otthagyta az iskolát, hogy egy gyár mosdójának takarításáért kapott pénzzel is segíthesse szüleit. 1979-ben, 17 évesen Los Angelesbe ment, ott a The Comedy Store-ban dolgozott, ahova Rodney Dangerfield humorista ajánlotta be. Dangerfield annyira kedvelte Carrey játékát, hogy saját műsorába is gyakran meghívta.
Jim ekkor már a filmes karrier felé is kacsingatott. Jelentkezett egy meghallgatásra, ahol az NBC egyik késő esti szórakoztató műsorába, a Saturday Night Live-ba kerestek színészeket az 1980–1981-es évadra. Carreyt viszont sosem választották be a műsor szereplői közé, amíg végül 1996-ban ő volt az est házigazdája. Az első főszerepe Skip Tarkenton volt, az NBC The Duck Factory című sorozatában. Az elég rövid életű sorozatot 1984. április 12-től július 11-ig vetítették, aminek köszönhetően betekintést nyerhetett a színfalak mögé.
Ezután kisebb produkciókban szerepelt, ezek közül megemlíthető az 1985-ben készült Csak egy harapás (Once Bitten). Az ilyen és ehhez hasonló apróbb szerepléseknek köszönhetően barátságok szövődhettek, így lettek jó barátok Damon Wayansszel is. A földi lányok csábítóak (Earth Girls Are Easy) című filmben a két humorista már együtt szerepel. Wayans bátyja, Keenen invitálta őt a Fox egyik kabaréműsorába, ami In Living Color címmel futott, ahol Carrey számos, nem mindennapi karaktert alakított, köztük a férfias testépítőlány Vera de Milo, illetve a mazochista tűzoltóparancsnok, Bill Burns szerepét is. Ezek a rendkívül különös karakterek és a fantasztikus megjelenés lázba hozta Hollywoodot, ami már ekkor is csábította az ifjú komédiást.

### Filmes karrierje
Első, kevésbé ismert filmes szereplése 1981-ben a Rubberface (Introducing Janet) című rövidfilmben volt. 4 évvel később Mark Kendall szerepében látható a Csak egy harapás (Once Bitten) című vígjátékban, ahol egy fiatal szűz srácot alakít, aki egy buliban pont egy 400 éves vámpír grófnőt (Lauren Hutton) csábít el, nem sejtve, hogy ezután már ő is vérszívóként távozik. Néhány hasonló kaliberű produkció, mint az Előre a múltba (Peggy Sue Got Married) (1986), vagy a Holtbiztos tipp (The Dead Pool) (1988), nem hoztak nagy kasszasikert Carrey számára, mígnem 1994-ben az ő főszereplésével került vászonra az Ace Ventura: Állati nyomozó (Ace Ventura: Pet Detective) című vígjáték, amit néhány hónappal az In Living Color vége előtt mutattak be, és ennek köszönhetően nyerhette el Carrey Az 1994-es év legrosszabb új sztárja címét. Ennek ellenére az Ace Ventura és a szintén ebben az évben kiadott Dumb és Dumber – Dilibogyók (Dumb & Dumber), illetve A Maszk (The Mask) című filmek hatalmas anyagi sikert hoztak.
1995-ben a Mindörökké Batman (Batman Forever) egyik főgonoszaként láthattuk, majd az Ace Ventura 2. – Hív a természet (Ace Ventura: When Nature Calls) című vígjátékban játszotta el újfent az állatbolond, „állati nyomozó” szerepét. Mindkét film sikeresnek bizonyult és több millió dollárral növelte az ekkortól befutottnak számító, és világszerte ismertté vált gumiarcú színész vagyonát. 1996-ban, Carrey A kábelbarát című filmben, szintén negatív szerepet alakított Matthew Broderickkal szemben. 2000-ben A Grincs bőrébe bújva mutatkozik be a nézőknek, majd 2003-ban Isten felruházza minden hatalmával, és kipróbálja az úr hatalmát A minden6ó (Bruce Almighty) című filmben. 2004-ben egy gonosz elvetemült embert alakít, Olaf gróf szerepét, aki a Baudelaire árvákra hagyott vagyont akarja megkaparintani, a Lemony Snicket: A balszerencse áradása (Lemony Snicket's A Series of Unfortunate Events) című amerikai családi vígjátékban, illetve szintén ebben az évben Egy makulátlan elme örök ragyogása (Eternal Sunshine of the Spotless Mind) című filmben láthatjuk viszont. 2005-ben a Dick és Jane trükkjei (Fun with Dick and Jane) vígjátékban kapott főszerepet. 2007-ben az első amerikai thrillerje, amiben A 23-as szám (The Number 23) című könyvet elolvassa, majd kiderül hogy ő maga írta le benne a saját vallomását. 2008-ban Horton (Horton Hears a Who!) szinkronhangja volt, és mindenre igent kell mondania Az igenember című vígjátékban. 2009-ben szintén meseszerepben láthatjuk, Scoogey-ében. Ugyanebben az évben a Szeretlek, Phillip Morrisban mutatkozik meg homoszexuális férfiként, amikor egy autóbalesetben lesz azzá. 2011-ben pingvinekkel él egy fedél alatt, a Mr. Popper pingvinjei (Mr. Popper's Penguins) című filmben. 2014-ben visszatért Lloyd Christmas szerepében a Dumb és Dumber kettyóben. 2020-ban és 2022-ben ő alakította Dr. Robotnyik-ot a Sonic, a sündisznó, illetve Sonic, a sündisznó 2. című filmekben.
Carrey a 2022. január 7-én megjelent Weeknd Dawn FM című albumának narrátora volt.
2022 áprilisában Carrey bejelentette, hogy visszavonul a filmipartól, azzal indokolva, hogy „eleget tett”, „elege van” és „elég [volt].” Amikor megkérdezték tőle, hogy visszatér-e valaha, a válasza a következő volt: "Attól függ. Ha az angyalok hoznak valamilyen arany tintával írt forgatókönyvet, ami azt mutatja nekem, hogy ez nagyon fontos lesz az emberek számára, akkor lehet, hogy folytatom az utamat, de most szünetet tartok.”

### Képzőművészeti tevékenysége
2017 elején hónapokra eltűnt a nyilvánosság elől. Amikor végre nyáron előkerült, kiderült, hogy megannyi színésztársához hasonlóan, az 55 éves színész is a festészet és szobrászat felé nyitott, méghozzá igen tehetségesen.

### Magánélete
Carrey kétszer nősült. Első felesége Melissa Womer volt, a Comedy Store egyik pincérnője, akivel 1987. március 27-én házasodtak össze és akitől lánya, Jane Erin Carrey (1987. szeptember) született. A frigy hivatalosan 1995-ig tartott. 1994-ben a már különélő Carrey randevúzni kezdett a Dumb és Dumber egyik szereplőjével, Lauren Hollyval, majd 1996. szeptember 26-án összeházasodtak. Ez a házassága azonban egy évig sem tartott, mivel már Renée Zellweger felé kacsingatott, akivel az Én és én meg az Irén (Me, Myself and Irene) forgatásán találkozott: kapcsolatuk 2000 decemberében szakítással zárult. 2005 decemberétől Jenny McCarthy színész-modellel járt, de öt évnyi együttélés után vele is szakított.
2004. október 7-én megszerezte az USA-állampolgárságot is.

## Filmográfia

### Film
| Év   | Magyar cím                             | Eredeti cím                                      | Szerep                                                                           | Magyar hang         | Rendező                 |      |  |                                  |               |  |              |
| ---- | -------------------------------------- | ------------------------------------------------ | -------------------------------------------------------------------------------- | ------------------- | ----------------------- | ---- |  | -------------------------------- | ------------- |  | ------------ |
| Év   | Magyar cím                             | Eredeti cím                                      | Szerep                                                                           | Magyar hang         | Rendező                 | 1983 |  | The Sex and Violence Family Hour | több szereplő |  | Harvey Frost |
|      | All in Good Taste                      | Ralph Parker                                     |                                                                                  | Anthony Kramreither |                         | 1983 |  |                                  |               |  |              |
| 1984 | Utazó koporsó                          | Finders Keepers                                  | Lane Biddlecoff                                                                  | Rajkai Zoltán       | Richard Lester          |      |  |                                  |               |  |              |
| 1985 | Csak egy harapás                       | Once Bitten                                      | Mark Kendall                                                                     | Szokol Péter        | Howard Storm            |      |  |                                  |               |  |              |
| 1985 | Csak egy harapás                       | Once Bitten                                      | Mark Kendall                                                                     | Kerekes József      | Howard Storm            |      |  |                                  |               |  |              |
| 1986 | Előre a múltba                         | Peggy Sue Got Married                            | Walter Getz                                                                      | Csonka András       | Francis Ford Coppola    |      |  |                                  |               |  |              |
| 1986 | Előre a múltba                         | Peggy Sue Got Married                            | Walter Getz                                                                      | Crespo Rodrigo      | Francis Ford Coppola    |      |  |                                  |               |  |              |
| 1988 | Holtbiztos tipp                        | The Dead Pool                                    | Johnny Squares                                                                   | Selmeczi Roland     | Buddy Van Horn          |      |  |                                  |               |  |              |
| 1988 | Holtbiztos tipp                        | The Dead Pool                                    | Johnny Squares                                                                   | Bor Zoltán          | Buddy Van Horn          |      |  |                                  |               |  |              |
| 1988 | A földi lányok csábítóak               | Earth Girls Are Easy                             | Wiploc                                                                           | Görög László        | Julien Temple           |      |  |                                  |               |  |              |
| 1989 | Rózsaszín Cadillac                     | Pink Cadillac                                    | Lounge Entertainer                                                               | Rátóti Zoltán       | Buddy Van Horn (2)      |      |  |                                  |               |  |              |
| 1991 |                                        | High Strung                                      | Halál (cameo)                                                                    |                     | Roger Nygard            |      |  |                                  |               |  |              |
| 1994 | Ace Ventura: Állati nyomozó            | Ace Ventura: Pet Detective                       | Ace Ventura                                                                      | Kerekes József      | Tom Shadyac             |      |  |                                  |               |  |              |
| 1994 | A Maszk                                | The Mask                                         | Stanley Ipkiss / Maszk                                                           | Rátóti Zoltán       | Chuck Russell           |      |  |                                  |               |  |              |
| 1994 | Dumb és Dumber – Dilibogyók            | Dumb and Dumber                                  | Lloyd Christmas / Dumb                                                           | Kerekes József      | Peter Farelly           |      |  |                                  |               |  |              |
| 1995 | Mindörökké Batman                      | Batman Forever                                   | Edward Nygma / Rébusz                                                            | Háda János          | Joel Schumacher         |      |  |                                  |               |  |              |
| 1995 | Ace Ventura 2. – Hív a természet       | Ace Ventura: When Nature Calls                   | Ace Ventura                                                                      | Kerekes József      | Steve Oedekerk          |      |  |                                  |               |  |              |
| 1996 | A kábelbarát                           | The Cable Guy                                    | kábeles / Ernie "Chip" Douglas                                                   | Háda János          | Ben Stiller             |      |  |                                  |               |  |              |
| 1996 | A kábelbarát                           | The Cable Guy                                    | kábeles / Ernie "Chip" Douglas                                                   | Kerekes József      | Ben Stiller             |      |  |                                  |               |  |              |
| 1997 | Hanta boy                              | Liar Liar                                        | Fletcher Reede / Bill tűzoltó marsall                                            | Kerekes József      | Tom Shadyac (2)         |      |  |                                  |               |  |              |
| 1998 | Simon Birch, a kisember                | Simon Birch                                      | idősebb Joe Wenteworth / Narrátor                                                | Kerekes József      | Mark Steven Johnson     |      |  |                                  |               |  |              |
| 1998 | Truman Show                            | The Truman Show                                  | Truman Burbank                                                                   | Kerekes József      | Peter Weir              |      |  |                                  |               |  |              |
| 1999 | Ember a Holdon                         | Man on the Moon                                  | Andy Kaufman / Tony Clifton                                                      | Kerekes József      | Miloš Forman            |      |  |                                  |               |  |              |
| 2000 | Én és én meg az Irén                   | Me, Myself and Irene                             | Charlie Baileygates / Hank Evans                                                 | Kerekes József      | Bobby és Peter Farrelly |      |  |                                  |               |  |              |
| 2000 | A Grincs                               | How the Grinch Stole Christmas                   | Grincs                                                                           | Kerekes József      | Ron Howard              |      |  |                                  |               |  |              |
| 2001 | Mi lenne, ha?                          | The Majestic                                     | Peter Appleton                                                                   | Rátóti Zoltán       | Frank Darabont          |      |  |                                  |               |  |              |
| 2003 | A minden6ó                             | Bruce Almighty                                   | Bruce Nolan / mindenható Bruce                                                   | Kerekes József      | Tom Shadyac (3)         |      |  |                                  |               |  |              |
| 2004 | Egy makulátlan elme örök ragyogása     | Eternal Sunshine of the Spotless Mind            | Joel Barish                                                                      | Kerekes József      | Michel Gondry           |      |  |                                  |               |  |              |
| 2004 | Lemony Snicket: A balszerencse áradása | Lemony Snicket's: A Series of Unfortunate Events | Olaf gróf / Stephano / Julius Sham kapitány                                      | Kerekes József      | Brad Silberling         |      |  |                                  |               |  |              |
| 2004 | Lemony Snicket: A balszerencse áradása | Lemony Snicket's: A Series of Unfortunate Events | Olaf gróf / Stephano / Julius Sham kapitány                                      | Varga Gábor         | Brad Silberling         |      |  |                                  |               |  |              |
| 2005 | Dick és Jane trükkjei                  | Fun with Dick and Jane                           | Richard "Dick" Harper                                                            | Kerekes József      | Dean Parisot            |      |  |                                  |               |  |              |
| 2007 | A 23-as szám                           | The Number 23                                    | Walter Sparrow / Pingipang nyomozó                                               | Kerekes József      | Joel Schumacher (2)     |      |  |                                  |               |  |              |
| 2008 | Horton                                 | Dr. Seuss' Horton Hears a Who!                   | Horton, az elefánt (hangja)                                                      | Kerekes József      | Jimmy Hayward           |      |  |                                  |               |  |              |
| 2008 | Horton                                 | Dr. Seuss' Horton Hears a Who!                   | Horton, az elefánt (hangja)                                                      | Kerekes József      | Steve Martino           |      |  |                                  |               |  |              |
| 2008 | Az igenember                           | Yes Man                                          | Carl Allen                                                                       | Kerekes József      | Peyton Reed             |      |  |                                  |               |  |              |
| 2009 | Szeretlek, Phillip Morris              | I Love You Phillip Morris                        | Steven Jay Russell                                                               |                     | John Requa              |      |  |                                  |               |  |              |
| 2009 | Szeretlek, Phillip Morris              | I Love You Phillip Morris                        | Steven Jay Russell                                                               | Glenn Ficarra       |                         |      |  |                                  |               |  |              |
| 2009 | Karácsonyi ének                        | A Christmas Carol                                | Ebenezer Scrooge Jelen, Múlt, Jövő Szelleme, Tinédzser, fiatal Ebenezer (hangja) | Kerekes József      | Robert Zemeckis         |      |  |                                  |               |  |              |
| 2009 | Karácsonyi ének                        | A Christmas Carol                                | Ebenezer Scrooge Jelen, Múlt, Jövő Szelleme, Tinédzser, fiatal Ebenezer (hangja) | Mihályi Győző       | Robert Zemeckis         |      |  |                                  |               |  |              |
| 2009 | Karácsonyi ének                        | A Christmas Carol                                | Ebenezer Scrooge Jelen, Múlt, Jövő Szelleme, Tinédzser, fiatal Ebenezer (hangja) | Faragó József       | Robert Zemeckis         |      |  |                                  |               |  |              |
| 2011 | Mr. Popper pingvinjei                  | Mr.Popper's Penguins                             | Tom Popper                                                                       | Kerekes József      | Mark Waters             |      |  |                                  |               |  |              |
| 2013 | A fantasztikus Burt Wonderstone        | The Incredible Burt Wonderstone                  | Steve Gray                                                                       | Kerekes József      | Don Scardino            |      |  |                                  |               |  |              |
| 2013 | HA/VER 2.                              | Kick-Ass 2                                       | Csillagsáv ezredes / Sal Bertolinni                                              | Kerekes József      | Jeff Wadlow             |      |  |                                  |               |  |              |
| 2013 | Ron Burgundy: A legenda folytatódik    | Anchorman: The Legend Continues                  | Scott Reils, híradós műsorvezető (cameo)                                         | Kerekes József      | Adam McKay              |      |  |                                  |               |  |              |
| 2014 | Dumb és Dumber kettyó                  | Dumb and Dumber To                               | Lloyd Christmas / Dumb                                                           | Kerekes József      | Bobby és Peter Farrelly |      |  |                                  |               |  |              |
| 2016 |                                        | The Bad Batch                                    | remete férfi                                                                     |                     | Ana Lily Amirpour       |      |  |                                  |               |  |              |
| 2016 | Sötét bűnök                            | Dark Crimes                                      | Tadek                                                                            | Kerekes József      | Alexandros Avranas      |      |  |                                  |               |  |              |
| 2020 | Sonic, a sündisznó                     | Sonic the Hedgehog                               | Dr. Ivo „Tojásfej” Robotnyik                                                     | Kerekes József      | Jeff Fowler             |      |  |                                  |               |  |              |
| 2022 | Sonic, a sündisznó 2.                  | Sonic the Hedgehog 2                             | Dr. Ivo „Tojásfej” Robotnyik                                                     | Kerekes József      | Jeff Fowler (2)         |      |  |                                  |               |  |              |
| 2024 | Sonic, a sündisznó 3.                  | Sonic the Hedgehog 3                             | Dr. Ivo „Tojásfej” Robotnyik                                                     | Kerekes József      | Jeff Fowler (3)         |      |  |                                  |               |  |              |
| 2024 | Sonic, a sündisznó 3.                  | Sonic the Hedgehog 3                             | Gerald Robotnyik professzor                                                      | Kerekes József      | Jeff Fowler (3)         |      |  |                                  |               |  |              |

### Televízió
| Év        | Magyar cím                          | Eredeti cím                                  | Szerep                                             | Megjegyzések                                                  |
| --------- | ----------------------------------- | -------------------------------------------- | -------------------------------------------------- | ------------------------------------------------------------- |
| 1980      |                                     | The All-Night Show                           | további hangok                                     |                                                               |
| 1981      |                                     | Rubberface                                   | Tony Moroni                                        | tévéfilm                                                      |
| 1983      | Agylegény                           | Copper Mountain                              | Bobby Todd                                         | - tévéfilm - magyar hangja: - Czvetkó Sándor - Kerekes József |
| 1984      |                                     | Buffalo Bill                                 | Jerry Lewis                                        | 1 epizód                                                      |
| 1984      |                                     | The Duck Factory                             | Skip Tarkenton                                     | 13 epizód                                                     |
| 1989      | Mike Hammer: A gyilkos mindent visz | Mike Hammer: Murder Takes All                | Brad Peters                                        | tévéfilm                                                      |
| 1990–1994 |                                     | In Living Color                              | James T. Kirk kapitány / Jay Leno / egyéb szerepek | 125 epizód (James Carrey néven)                               |
| 1991      |                                     | Jim Carrey: The Un-Natural Act               | önmaga                                             | - különkiadás - forgatókönyvíró és producer                   |
| 1992      | Családi szennyes                    | Doing Time on Maple Drive                    | Tim Carter                                         | tévéfilm                                                      |
| 1992      | Szezám utca                         | Sesame Street                                | Mr. Funny Man                                      | 1 epizód                                                      |
| 1996–2020 | Saturday Night Live                 | Saturday Night Live                          | önmaga                                             | 3 epizód                                                      |
| 1996–2020 | Saturday Night Live                 | Saturday Night Live                          | Joe Biden                                          | 6 epizód (2020)                                               |
| 1998      |                                     | The Larry Sanders Show                       | önmaga                                             | 1 epizód                                                      |
| 2011      | Office                              | The Office                                   | The FingerLakes Guy                                | 1 epizód                                                      |
| 2011      | A stúdió                            | 30 Rock                                      | Dave Williams                                      | 1 epizód                                                      |
| 2015      |                                     | Saturday Night Live 40th Anniversary Special | önmaga / Matthew McConaughey                       | 1 epizód                                                      |
| 2017–2018 | Szénné égek idefent                 | I'm Dying Up Here                            | nem szerepel                                       | vezető producer                                               |
| 2018–2020 | Most nevess!                        | Kidding                                      | Jeff Piccirillo / Jeff Pickles                     | - főszereplő (20 epizód) - vezető producer                    |

## Díjak és jelölések
- 1995 – Golden Globe-díj jelölés – a legjobb vígjáték vagy musical színész – A Maszk
- 1995 – Arany Málna díj jelölés – a legrosszabb új sztár – Ace Ventura: Állati nyomozó
- 1998 – Golden Globe-díj jelölés – a legjobb vígjáték vagy musical színész – Hanta boy
- 1999 – Golden Globe-díj – a legjobb drámai színész – Truman Show
- 2000 – Golden Globe-díj – a legjobb vígjáték vagy musical színész – Ember a Holdon
- 2001 – Golden Globe-díj jelölés – a legjobb vígjáték vagy musical színész – A grincs
- 2005 – Golden Globe-díj jelölés – a legjobb vígjáték vagy musical színész – Egy makulátlan elme örök ragyogása
- 2008 – Arany Málna díj jelölés – a legrosszabb színész – A 23-as szám
- 2018 – Primetime Emmy-díj jelölés – a legjobb dokumentum vagy valós történeten alapuló különkiadásnak – Jim & Andy: The Great Beyond - Featuring a Very Special, Contractually Obligated Mention of Tony Clifton
- 2019 – Golden Globe-díj jelölés – a legjobb férfi főszereplő (vígjátéksorozat) – Most nevess!